# فرودگاه کلاگن‌فورت
فرودگاه کلاگن‌فورت (به انگلیسی: Klagenfurt Airport) (به زبان بومی: Klagenfurt Wörthersee International Airport) یک فرودگاه همگانی با کد یاتا KLU است که یک باند فرود چمن دارد و طول باند آن ۷۱۰ متر است. این فرودگاه در شهر کلاگن‌فورت کشور اتریش قرار دارد و در ارتفاع ۴۴۸ متری از سطح دریا واقع شده است.

## شرکت‌های هواپیمایی و مقصدهای پروازی
The following airlines offer regular scheduled and charter flights at Klagenfurt Airport:
| شرکت‌های هواپیمایی              | مقصدهای پروازی                        |
| ------------------------------ | ------------------------------------- |
| آسترین ایرلاینز                | وین                                   |
| ایزی‌جت                         | فصلی: گاتویک (آغاز از ۱۶ دسامبر ۲۰۱۷) |
| یورو وینگز                     | کلن بن                                |
| یورو وینگز اجرا توسط جرمن‌وینگز | هامبورگ                               |

The nearest bigger international airport is لیوبلیانا in Slovenia approx. ۷۰ کیلومتر (۴۳ مایل) to the south.